# The Priests
 (novembre 2009).
Si vous disposez d'ouvrages ou d'articles de référence ou si vous connaissez des sites web de qualité traitant du thème abordé ici, merci de compléter l'article en donnant les références utiles à sa vérifiabilité et en les liant à la section « Notes et références ».
Pour le film, voir The Priests (film).
The Priests est un groupe de musique classique et sacrée, composé de trois prêtres catholiques romains, originaires de l'Irlande du Nord.

## Historique

### Avant mars 2008
Les trois prêtres se sont connus très jeunes et sont de fait des amis d'enfance : les deux frères O'Hagan , Eugène et Martin , se lient dès le collège avec un condisciple, David Delargy. En effet, ils ont étudié ensemble au collège Saint-MacNissi près de Carnlough dans le comté d'Antrim, où ils ont fait partie d'un groupe de chorale du collège. Ils se rencontraient souvent pour chanter ensemble. Ils sont entrés ensuite au séminaire de Belfast, puis ils ont fini leur séminaire au Grand-Séminaire de Rome. Après leurs études, ils ont été ordonnés prêtre dans le diocèse de Down et Connor où ils effectuent leur ministère.

### Depuis mars 2008
En mars 2008, les trois prêtres montent un groupe de musique classique et sacrée. Ils signent un contrat de 2 millions d'euros avec Sony Music. Ils enregistrent leur premier album dans les studios en Irlande et à la Basilique Saint-Pierre du Vatican sous la direction du Monseigneur Pablo Colino Paulis, Maître de Musique, et directeur de l'Orchestre philharmonique de Rome. 
Cet album a été produit par Mike Hedges et Sally Herbert. Il est sorti en Irlande et au Royaume-Uni, le 14 novembre 2008 par Epic Records. En décembre 2008, ils ont remporté le Guinness World Record pour le record de la vitesse de vente des débuts pour un acte "classique" au Royaume-Uni et après le succès en Irlande et au Royaume-Uni, il a été vendu dans plus de trente pays dont la France. L'album est devenu platine en Irlande, au Royaume-Uni, en Suède, au Norvège, ainsi que disque d'or en Nouvelle-Zélande, au Canada et en Espagne. Dans le numéro du 21 mars du "The Tablet"., il est affirmé que l'album s'est vendu à plus de 1 million d'exemplaires dans la seule Irlande.
En août 2009, ils ont décidé à enregistrer un deuxième album, intitulé "Harmonie", sous la même équipe de production, celui-ci est sorti le 23 novembre 2009.
Les bénéfices des deux albums sont destinées aux associations caritatives (les prêtres les plus démunis, les orphelins, les pays qui ont faim, etc. etc). Le succès du groupe a inspiré la création de l'album Spiritus Dei du groupe français Les Prêtres.

## Membres

### Père Eugene O'Hagan
Le Père Eugene O'Hagan est originaire du village de Claudy dans le comté de Londonderry et il est le grand frère du Père Martin O'Hagan. Il est curé de l'élise du Sacred Heart de la paroisse de Ballyclare et Ballygowan du diocèse de Down et Connor. Dans le groupe, il est un ténor.

### Père Martin O'Hagan
Le Père Martin O'Hagan est du village de Claudy du comté de Londonderry et il est le petit frère du Père Eugene O'Hagan. Il est curé de l'église St Patricks de Newtonards du diocèse de Down et Connor. Dans le groupe, il est un ténor.

### Père David Delargy
Le Père David Delargy est originaire de Ballymena du comté d'Antrim, il est un ami d'enfance des Pères Eugene et Martin O'Hagan. Il est curé de la paroisse de Hannahstow du diocèse de Down et Connor. Dans le groupe, il est un baryton basse.

## Discographie

### The Priests
- 1er album[5]
- Sortie : le 14 novembre 2008 en Irlande, vers le 15 janvier en France
- Label: Sony BMG

### Harmony
- 2e album[6]
- Sortie : le 23 novembre 2009
- Label: Epic Records

### Noël
- 3e album[7]
- Sortie : 2010
- Label : Epic Records

## Récompenses

### Album "The Priests"
- Guinness World Record pour la vitesse de vente en 2008
- Disque de Platine 2008: Irlande, Royaume-Uni, Suède et Norvège
- Disque d'Or 2008: Nouvelle-Zélande, Canada et Espagne